# Delphinium patens
Delphinium patens és una espècie d'esperó coneguda amb els noms comuns d'esperó de cavaller de ziga-zaga i esperó de cavaller difús, de la família de les ranunculàcies (Ranunculaceae).

## Morfologia
Les plantes creixen normalment de 20 a 50 cm d'alçada i porten fins a 36 flors cadascuna. Les tiges són majoritàriament sense pèls, tenen bases vermelloses i porten fulles a la meitat inferior. Cada fulla es divideix en 3 a 9 lòbuls. La flor té sèpals de color blau fosc, aquests darrers amb reflexos. L'esperó a la part posterior de la flor fa de 4 a 8 mm de llarg. La clivella del centre de la flor té pèls dispersos de color blanc o groguenc. El fruit és allargat i fa entre un o dos cm de llarg i conté llavors sense pinyol.

## Distribució
És una flor silvestre limitada principalment a Califòrnia. Tot i que encara no s'ha confirmat, s'espera que a la Baixa Califòrnia també n'hi hagi.

## Subespècies
Hi ha tres subespècies:
- Delphinium patens subsp. hepaticoideum
- Delphinium patens subsp. montanum
- Delphinium patens subsp. patens

Delphinium patens s'hibriditza lliurement amb algunes altres espècies Delphinium de la secció Grumosa en estat salvatge.

## Taxonomia
Delphinium patens va ser descrita per George Bentham i publicat a Plantas Hartwegianas imprimis Mexicanas 296, a l'any 1848 [1849].
Etimologia
Vegeu: Delphinium
patens: epítet llatí que significa "que estén".
sinonímia
- Delphinium decorum var. patens (Benth.) A. Gray
- Delphinium tricorne var. patens (Benth.) A. Gray[3]